# Heroengine
HeroEngine är en 3D-spelmotor och serverteknologi utvecklad av Simutronics specifikt för att göra MMO-liknande spel. Motorn var från början utvecklad för företagets eget spel Hero's Journey. Motorn har vunnit flera priser, och har licensierats till andra företag, såsom Bioware.
Motorn låter flera utvecklare i realtid jobba med närliggande objekt. Till exempel ett hus och dess omgivning.

## Utmärkelser
- "Best Development Tool"[1]
- Finalist för "Best Engine" från Game Developer magazine.[2]